# 2014 en économie (activité humaine)
| • Chronologie générale de l'économie • |

| • Chronologie générale de l'économie • |

| Années de l'économie : 2011 - 2012 - 2013 - 2014 - 2015 - 2016 - 2017    |
| Décennies de l'économie : 1980 - 1990 - 2000 - 2010 - 2020 - 2030 - 2040 |

Cet article présente les faits marquants de l'année 2014 en économie.

## Évènements
- Début de l'année : Lancement de la cryptomonnaie SolarCoin
- 18 janvier : Création de la cryptomonnaire Darkcoin (renommée Dash le 25 mars 2015)
- Lancement de la cryptomonnaie DogeCoinDark (renommée Verge Currency en 2016)